# NGC 2532
NGC 2532 est une galaxie spirale intermédiaire située dans la constellation du Lynx. NGC 2532 a été découverte par l'astronome germano-britannique William Herschel en 1788.

## Caractéristiques
La classe de luminosité de NGC 2532 est III et elle présente une large raie HI.

### Distance
Sa vitesse par rapport au fond diffus cosmologique est de 5 437 ± 13 km/s, ce qui correspond à une distance de Hubble de 80,2 ± 5,6 Mpc (∼262 millions d'al).
À ce jour, sept mesures non basées sur le décalage vers le rouge (redshift) donnent une distance de 39,543 ± 5,553 Mpc (∼129 millions d'al), ce qui est loin à l'extérieur des valeurs de la distance de Hubble. Notons que c'est avec la valeur moyenne des mesures indépendantes, lorsqu'elles existent, que la base de données NASA/IPAC calcule le diamètre d'une galaxie et qu'en conséquence le diamètre de NGC 2532 pourrait être d'environ 52,2 kpc (∼170 000 al) si on utilisait la distance de Hubble pour le calculer.

### Classification
La présence d'une barre sur l'image réalisée à l'aide des données du relevé SDSS est loin d'être évidente. Aussi, le type de galaxie indiquée par la base de données NASA/IPAC (SAB(rs)c, une spirale intermédiaire) semble correspondre mieux à NGC 2532. Cette base de données indique également que NGC 2532 est une galaxie du champ, c'est-à-dire qu'elle n'appartient pas à un amas et qu'elle est donc gravitationnellement isolée. On fait aussi mention qu'il se pourrait que ce soit une galaxie active.

## Supernova
Deux supernovas ont été découvertes dans NGC 2532 : SN 1999gb et SN 2002hn.

### SN 1999gb
Cette supernova a été découverte le 22 novembre 1999 par A. Friedman et W. D. Li de l'université de Californie à Berkeley dans le cadre du programme LOSS (Lick Observatory Supernova Search) de l'observatoire Lick. Cette supernova était de type IIn. 

### SN 2002hn
Cette supernova a été découverte le 5 novembre 2002 par D. Hutchings et W. Li de l'université de Californie à Berkeley dans le cadre du programme LOTOSS de l'observatoire Lick. Cette supernova était de type Ic.